# José Julián Bakedano Sarrionaindia
José Julián Bakedano Sarrionaindia (Durango, Biscaia, 1948) és un guionista i director de cinema basc.

## Biografia
Després d'estudiar Dret i arquitectura, es va submergir en el món de la cultura. Va escriure crítica literària ("Ibaizabal", "Xaguxarra", "Pott"), crítica d'art (Gaiak Hegalez, Catálogos, Nueva Forma...) i crítica de cinema (Film Ideal, Garaia, Zeruko Argia, Anaitasuna, Egin, Mikeldi...). Ha publicat llibres sobre Mari Puri Herrero, D.W. Griffith, i Norman McLaren. Ha organitzat exposicions d'art, va ser director del certamen de Curtmetratges i Documentals de Bilbao (1968-1972), i després, després de 1983, director del Departament de Belles Arts del Museu de Belles Arts de Bilbao.
Pel que fa al cinema, entre d'altres, va dirigir les pel·lícules Bi (A Man Ray for Marcel Duchamp) (1972), Bost (1973), Ikuska 9, amb la que va guanyar el Premi al Millor Documental Basc al Festival de Bilbao (1980). Algunes obres notables de Bakedano són Uzelai (1981), Venezia (1981), Txillida. Barne ikuspegia (pproducció, guió i direcció), Three Basque Sculptors (1984), Nagel (1984), Guiard (1984), Oberhüber (1984), Artea (1984); el 1986 va dirigir el migmetratge Oraingoz izen gabe que va tenir molt bones crítiques. Altres obres són els documentals La Asociación de Artistas Vascos (1986), Platería antigua de Vizcaya (1986) i els vídeos professionals Letrakit (1990) i Durango (1991).